# Fortsetzungsbegehren
Das Fortsetzungsbegehren wird vom Gläubiger gestellt, um die Betreibung auf Pfändung (bzw. ordentliche Konkursbetreibung) gegenüber einem Schuldner fortzusetzen.
Eine Stellung des Fortsetzungsbegehrens ist nur dann möglich, wenn die Prozedur nicht durch einen hängigen Rechtsvorschlag oder einen richterlichen Entscheid angehalten ist.
Das Fortsetzungsbegehren kann frühestens 20 Tage nach Zustellung des Zahlungsbefehls durch das Betreibungsamt und spätestens ein Jahr danach gestellt werden. Die Wirkung eines zu früh eingereichten Fortsetzungsbegehrens tritt erst mit Rechtskraft des Zahlungsbefehls ein, mehr als zwei Tage zu früh eintreffende Begehren werden dem Gläubiger zurückgeschickt. Für den Verfall des Rechts zur Stellung des Fortsetzungsbegehrens wird der Stillstand während des Rechtsvorschlags nicht gezählt.
Bei einer Betreibung auf Pfandverwertung wird anstatt des Fortsetzungsbegehrens unmittelbar das Verwertungsbegehren und bei einer Wechselbetreibung direkt das Konkursbegehren gestellt.

## Fussnoten
1. ↑  Hunziker/Pellascio: Schuldbetreibugs- und Konkursrecht. Orell Füssli, Zürich 2008, S. 103.
2. ↑  Hunziker/Pellascio, S. 101.